# Rouached
Rouached (în arabă رواشد) este o comună din provincia Mila, Algeria.
Populația comunei este de 27.086 de locuitori (2008).